# Opperste Sovjet van Transnistrië

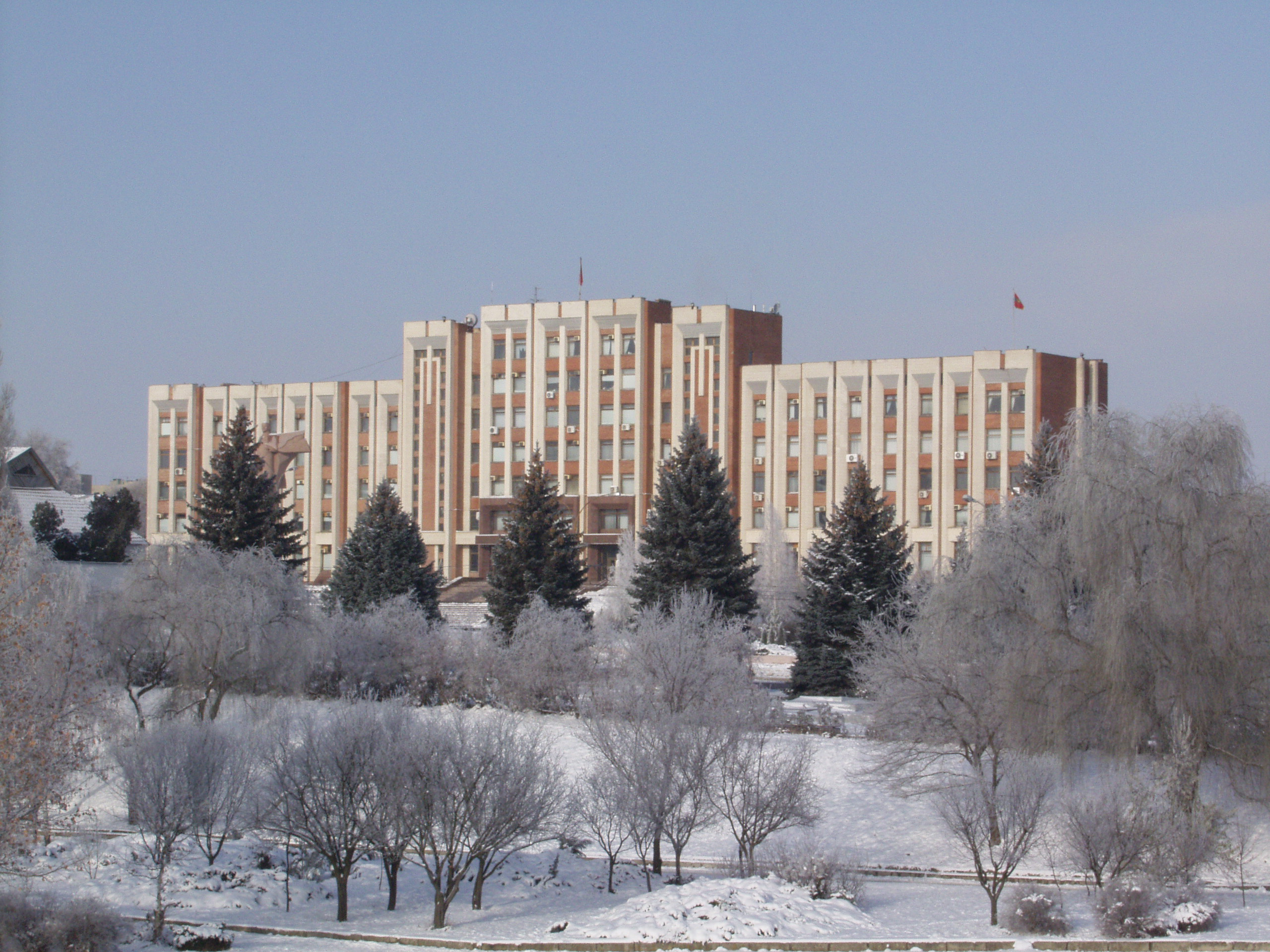
Parlementsgebouw

De Opperste Sovjet van Transnistrië of Opperste Raad van de Pridnestrovische Moldavische Republiek (Moldavisch: Советулуй Супрем ал Републичий Молдовенешть Нистрене, Sovietul Suprem al Republica Moldovenească Nistreană, Russisch: Верховный Совет Приднестровской Молдавской Республики, Verkhovny Sovjet Pridniestrovskoy Moldavskoy Respoebliki, Oekraïens: Верховної Ради Придністровської Молдавської Республіки, Verkhovnoi Radoe Pridniestrovskoi Moldavskoi Respoebliki) is het eenkamerige parlement van Transnistrië. Het parlement telt 43 zetels, de posities worden gevuld door verkiezingen met het meerderheidsstelsel in 43 districten. Het wordt voorgezeten door een parlementsvoorzitter, gekozen uit de leden.

## Lijst van parlementsvoorzitters
- Grigore Mărăcuță (1991-2005)
- Jevgeni Sjevtsjoek (2005-2009)
- Anatoli Kaminski (2009-2012)
- Mihail Burla (2012-2015)
- Vadim Krasnoselski (2015-2016)
- Alexander Sjerba (2016-heden)